# Patrick Larley
Patrick Larley (Frodsham, cerca de Cheshire, 1951) es un compositor de música británico y director de coro, director de orquesta, clavicordista y organista.

## Biografía
Larley estudia el órgano y canto en el Royal Mánchester College of Music e hizo Fellow of the Royal College of Organists. Comienza a continuación su carrera como Vicar Coral en la catedral de Wells, luego fue contratado como segundo organista a la catedral de Santo Asaph. Pasa a continuación jefe de coro y director musical del St James's Choir School, Great Grimsby Parish Church, en el Lincolnshire. Deja más tarde este empleo para convertirse en director musical del Ellesmere College en el Shropshire.
En la actualidad, Patrick Larley es compositor, director de orquesta, clavicordista y organista independiente. Es también director musical del «Ludlow Choral Society» (Shropshire), así como de «Birmingham Festival Choral Society». Dirigió el Nantwich Choral Society, en el Cheshire. Fundó también y dirige aún varios conjuntos vocales incluidos «Voice», «Gallery Players» y el «Chudleigh's Cumpanie». Por último, dio recitales en las catedrales e iglesias en toda Gran Bretaña, así como en Francia, Alemania, la República Checa, en Bélgica, Italia e Irlanda, como un director de orquesta y como organista.
Vive con su esposa en una aldea agrícola pequeña al norte del País de Gales.

## Música
La parte fundamental de la música de Larley está de la música coral sagrada, extendiéndose de las partes cortas a capella, tal como la célebre A Girl for the Blue, o las obras para coro, solistas y orquesta tal como su Mass of a Thousand Ages escrita para el nuevo milenio y en primer lugar interpretada en abril de 2000.
Su tipo de música es fresco, tonal y accesible, con disonancias suaves, de las melodías hermosas y del síncope equilibrado. Mezcla sus influencias religiosas en la liturgia monásticos con la simplicidad de la Música celta. Las críticas y los especialistas compararon su modelo musical al de Gerald Finzi, de William Mathias, de John Rutter, de Frederick Delius y de Leonard Bernstein.
Varios de sus trabajos corales se han grabado en CD, han sido difundidos por la BBC Radio 3 y haberse interpretado ampliamente en el Reino Unido y Estados Unidos de América.

## Principales obras

### Obras para coro y orquesta
- A Mass of a Thousand Ages para coro, coro de niños, solistas soprano mezzo y baja, quinteto de cobres, cuarteto a viento y órgano (2000).
- Appearing, Shining, Distant or Near para coro, solista soprano, órgano, piano, célesta, campanas tubulares y gong (1998).
- Stone Circles para coro, coro femeninos, solista soprano, cobres, órgano y percusión (1998).

### Obras para coro solamente
- A Girl for the Blue para soprano y coro.
- On the Edge of Glory - a meditation on the life of St. Columba para soprano, tenor y coro.
- Crucifying and Resurrection (John Donne) para coro.
- The Dreame (John Donne) para coro.
- To His Beloved - cuatro poemas por William Butler Yeats.
- Songs of the Cosmos - dos canciones para coro con ronroneo opcional.
- Heaven (echo poem) (George Herbert) para coro y solistas.
- A Glasse of Blessings (George Herbert) para coro.
- Antiphon (George Herbert) para coro.

## Discografía selecta
- The Rose of Peace - para coro solamente cantado por Chudleigh's Cumpanie.
- A Girl for the Blue - trabaje para el Advenimiento y Navidad, cantado por Chudleigh’s Cumpanie
- On a Fine Morning - para la voz a solas y el piano.
- A Mass of a Thousand Ages - grabación en vivo de la primera ejecución en la iglesia de la parroquia del St Maria, Nantwich el 8 de abril de 2000, dirigido por el compositor (esta grabación fue seleccionada como una de "las grabaciones internacionales del año" de Musicweb en 2005).
- Praise for Creation - trabaje cantado por el Ludlow Choral Society.